# 王景深
王景深（?—?），南朝宋大臣，宋武帝刘裕的女婿。
王景深出自太原王氏，刘裕把女儿新安公主嫁给王景深，后来二人离婚，皇帝想把她改嫁琅琊王氏的王景文（王彧），王景文托病推辞，事情没有成功。宋文帝元嘉三年（426年），黄门侍郎王景深的母亲范氏，还把先祖王坦之的祠堂地盘，慷慨施舍给比丘尼业首。业首造成寺舍，就是青园寺。